# Ryska militärhögskolan för teknisk logistik
Ryska militärhögskolan för teknisk logistik, grundad 1939, utgör en fakultet vid det ryska militäruniversitetet för logistik i Sankt Petersburg, med uppgift att grundläggande officers- och specialistofficersutbildning (прапорщики) inom området teknisk logistik.

## Officersutbildning
Officersutbildningen avslutas med en yrkesexamen i antingen "konstruktion av unika byggnader och anläggningar" eller "värme- elförsörjning för särskilda tekniska system och anläggningar".

## Specialistofficersutbildning
Specialistofficersutbildningen avslutas med en yrkeshögskoleexamen i "brandsäkerhet".